# Тимава (Поморське воєводство)
Тимава (пол. Tymawa) — село в Польщі, у гміні Ґнев Тчевського повіту Поморського воєводства.
Населення — 549 осіб (2011).
У 1975-1998 роках село належало до Гданського воєводства.

## Демографія
Демографічна структура станом на 31 березня 2011 року:
|          | Загалом | Допрацездатний вік | Працездатний вік | Постпрацездатний вік |
| -------- | ------- | ------------------ | ---------------- | -------------------- |
| Чоловіки | 271     | 65                 | 187              | 19                   |
| Жінки    | 278     | 77                 | 166              | 35                   |
| Разом    | 549     | 142                | 353              | 54                   |